# Ronsdorf-Müngstener Eisenbahn
| Streckenlänge: | 15 km               |                                         |                                         |
| Spurweite: | 1000 mm (Meterspur) |                                         |                                         |
| Stromsystem: | ? =                 |                                         |                                         |
| |                     |                                         |                                         |
| Bundesland: | Nordrhein-Westfalen |                                         |                                         |
| \| \| \| Barmer Bergbahn nach Barmen Am Clef \| \| \| \| \| Barmen Toelleturm \| \| \| \| \| Barmen Wettiner Straße \| \| \| \| \| Barmer Stadion \| \| \| \| \| Barmen Scharpenacker Weg \| \| \| \| \| Barmen Lichtscheid \| \| \| \| \| Abzweig nach Cronenberg/Elberfeld \| \| \| \| \| mit Gelpetal-Tunnel[1] \| \| \| \| \| Ronsdorf Jägerhof \| \| \| \| \| Abspaltung der „Stadtstrecke“ \| \| \| \| \| Ronsdorf Wasserturm \| \| \| \| \| Ronsdorf Krankenhaus \| \| \| \| \| Ronsdorf Waldweiche Kaiserplatz \| \| \| \| \| Ronsdorf Kniprodestraße \| \| \| \| \| Ronsdorf Markt \| \| \| \| \| Ronsdorf Fachschule \| \| \| \| \| Ronsdorf Staatsbahnhof \| \| \| \| \| Ronsdorf Gasstraße \| \| \| \| \| Ronsdorf Dickestraße \| \| \| \| \| Ronsdorf Kratzkopf \| \| \| \| \| Ronsdorf Erbschlöer Straße \| \| \| \| \| Ronsdorf In der Krim \| \| \| \| \| Einmündung der „Stammstrecke“ \| \| \| \| \| Ronsdorf Ascheweg \| \| \| \| 0,0 \| Ronsdorf Stadtbahnhof \| Ronsdorf Stadtbahnhof \| \| \| \| Einmündung der „Stadtstrecke“ \| \| \| \| \| Ronsdorf Hütte \| \| \| \| \| Ronsdorf Graben \| \| \| \| \| Lüttringhausen Halbach \| \| \| \| \| Strecke nach Wermelskirchen (Linie 4) \| \| \| \| \| Lüttringhausen Stollen \| \| \| \| \| Strecke nach Remscheid Schöne Aussicht \| \| \| \| \| Remscheid Clarenbach \| \| \| \| \| Remscheid Gründerhammer \| \| \| \| \| Remscheid Platz \| \| \| \| \| Remscheid Gerstau \| \| \| \| \| Straßenbahn Elberfeld-Cronenberg-Hasten \| \| \| \| \| Remscheid Hütz \| \| \| \| \| Cronenberg Breitenbruch \| \| \| \| \| Remscheid Aue \| \| \| \| \| Cronenberg Berg / Remscheid Fürberg \| \| \| \| \| Remscheid Morsbach \| \| \| \| \| Cronenberg Engelskotten \| \| \| \| 15,1 \| Müngsten \| Müngsten \| \| \| \| Wupper-Brücke Grunenburg \| \| \| \| \| Zweigstrecke \| \| \| \| \| Solinger Wasserwerk \| \| \| \| \| Solinger Elektrizitätswerk \| \| \| \| \| Bahnstrecke Solingen–Remscheid \| \| \| \| \| Solingen Krahenhöhe \| \| |                     |                                         |                                         |
| Strecke (außer Betrieb) |                     | Barmer Bergbahn nach Barmen Am Clef     | Barmer Bergbahn nach Barmen Am Clef     |
| Kopfbahnhof Streckenende (Strecke außer Betrieb) · Kopfbahnhof Streckenanfang (Strecke außer Betrieb) |                     | Barmen Toelleturm                       | Barmen Toelleturm                       |
| Haltepunkt / Haltestelle (Strecke außer Betrieb) |                     | Barmen Wettiner Straße                  | Barmen Wettiner Straße                  |
| Haltepunkt / Haltestelle Streckenanfang und quer (Strecke außer Betrieb) · Abzweig geradeaus und nach rechts (Strecke außer Betrieb) |                     | Barmer Stadion                          | Barmer Stadion                          |
| Haltepunkt / Haltestelle (Strecke außer Betrieb) |                     | Barmen Scharpenacker Weg                | Barmen Scharpenacker Weg                |
| Haltepunkt / Haltestelle (Strecke außer Betrieb) |                     | Barmen Lichtscheid                      | Barmen Lichtscheid                      |
| Abzweig geradeaus und nach rechts (Strecke außer Betrieb) |                     | Abzweig nach Cronenberg/Elberfeld       | Abzweig nach Cronenberg/Elberfeld       |
| Strecke (außer Betrieb) |                     | mit Gelpetal-Tunnel                     | mit Gelpetal-Tunnel                     |
| Haltepunkt / Haltestelle (Strecke außer Betrieb) |                     | Ronsdorf Jägerhof                       | Ronsdorf Jägerhof                       |
| Strecke von links (außer Betrieb) · Abzweig geradeaus und nach rechts (Strecke außer Betrieb) |                     | Abspaltung der „Stadtstrecke“           | Abspaltung der „Stadtstrecke“           |
| Strecke (außer Betrieb) · Haltepunkt / Haltestelle (Strecke außer Betrieb) |                     | Ronsdorf Wasserturm                     | Ronsdorf Wasserturm                     |
| Haltepunkt / Haltestelle (Strecke außer Betrieb) · Strecke (außer Betrieb) |                     | Ronsdorf Krankenhaus                    | Ronsdorf Krankenhaus                    |
| Strecke (außer Betrieb) · Haltepunkt / Haltestelle (Strecke außer Betrieb) |                     | Ronsdorf Waldweiche Kaiserplatz         | Ronsdorf Waldweiche Kaiserplatz         |
| Haltepunkt / Haltestelle (Strecke außer Betrieb) · Haltepunkt / Haltestelle (Strecke außer Betrieb) |                     | Ronsdorf Kniprodestraße                 | Ronsdorf Kniprodestraße                 |
| Haltepunkt / Haltestelle (Strecke außer Betrieb) · Strecke (außer Betrieb) |                     | Ronsdorf Markt                          | Ronsdorf Markt                          |
| Haltepunkt / Haltestelle (Strecke außer Betrieb) · Strecke (außer Betrieb) |                     | Ronsdorf Fachschule                     | Ronsdorf Fachschule                     |
| Strecke (außer Betrieb) · Strecke (außer Betrieb) · Kopfbahnhof Streckenanfang (Strecke außer Betrieb) |                     | Ronsdorf Staatsbahnhof                  | Ronsdorf Staatsbahnhof                  |
| Strecke (außer Betrieb) · Strecke (außer Betrieb) · Haltepunkt / Haltestelle (Strecke außer Betrieb) |                     | Ronsdorf Gasstraße                      | Ronsdorf Gasstraße                      |
| Strecke (außer Betrieb) · Strecke (außer Betrieb) · Haltepunkt / Haltestelle (Strecke außer Betrieb) |                     | Ronsdorf Dickestraße                    | Ronsdorf Dickestraße                    |
| Strecke (außer Betrieb) · Strecke (außer Betrieb) · Haltepunkt / Haltestelle (Strecke außer Betrieb) |                     | Ronsdorf Kratzkopf                      | Ronsdorf Kratzkopf                      |
| Strecke (außer Betrieb) · Strecke (außer Betrieb) · Haltepunkt / Haltestelle (Strecke außer Betrieb) |                     | Ronsdorf Erbschlöer Straße              | Ronsdorf Erbschlöer Straße              |
| Strecke (außer Betrieb) · Strecke (außer Betrieb) · Haltepunkt / Haltestelle (Strecke außer Betrieb) |                     | Ronsdorf In der Krim                    | Ronsdorf In der Krim                    |
| Strecke (außer Betrieb) · Abzweig geradeaus und von links (Strecke außer Betrieb) · Strecke nach rechts (außer Betrieb) |                     | Einmündung der „Stammstrecke“           | Einmündung der „Stammstrecke“           |
| Strecke (außer Betrieb) · Haltepunkt / Haltestelle (Strecke außer Betrieb) |                     | Ronsdorf Ascheweg                       | Ronsdorf Ascheweg                       |
| Strecke (außer Betrieb) · Bahnhof (Strecke außer Betrieb) | 0,0                 | Ronsdorf Stadtbahnhof                   | Ronsdorf Stadtbahnhof                   |
| Strecke nach links (außer Betrieb) · Abzweig geradeaus, nach rechts und von rechts (Strecke außer Betrieb) |                     | Einmündung der „Stadtstrecke“           | Einmündung der „Stadtstrecke“           |
| Haltepunkt / Haltestelle (Strecke außer Betrieb) |                     | Ronsdorf Hütte                          | Ronsdorf Hütte                          |
| Haltepunkt / Haltestelle (Strecke außer Betrieb) |                     | Ronsdorf Graben                         | Ronsdorf Graben                         |
| Haltepunkt / Haltestelle (Strecke außer Betrieb) · Haltepunkt / Haltestelle Streckenanfang (Strecke außer Betrieb) |                     | Lüttringhausen Halbach                  | Lüttringhausen Halbach                  |
| Strecke (außer Betrieb) · Strecke nach links (außer Betrieb) |                     | Strecke nach Wermelskirchen (Linie 4)   | Strecke nach Wermelskirchen (Linie 4)   |
| Haltepunkt / Haltestelle (Strecke außer Betrieb) |                     | Lüttringhausen Stollen                  | Lüttringhausen Stollen                  |
| Abzweig geradeaus und nach links (Strecke außer Betrieb) |                     | Strecke nach Remscheid Schöne Aussicht  | Strecke nach Remscheid Schöne Aussicht  |
| Haltepunkt / Haltestelle (Strecke außer Betrieb) |                     | Remscheid Clarenbach                    | Remscheid Clarenbach                    |
| Haltepunkt / Haltestelle (Strecke außer Betrieb) |                     | Remscheid Gründerhammer                 | Remscheid Gründerhammer                 |
| Haltepunkt / Haltestelle (Strecke außer Betrieb) |                     | Remscheid Platz                         | Remscheid Platz                         |
| Haltepunkt / Haltestelle (Strecke außer Betrieb) |                     | Remscheid Gerstau                       | Remscheid Gerstau                       |
| Kreuzung (Strecken außer Betrieb) |                     | Straßenbahn Elberfeld-Cronenberg-Hasten | Straßenbahn Elberfeld-Cronenberg-Hasten |
| Haltepunkt / Haltestelle (Strecke außer Betrieb) |                     | Remscheid Hütz                          | Remscheid Hütz                          |
| Haltepunkt / Haltestelle (Strecke außer Betrieb) |                     | Cronenberg Breitenbruch                 | Cronenberg Breitenbruch                 |
| Haltepunkt / Haltestelle (Strecke außer Betrieb) |                     | Remscheid Aue                           | Remscheid Aue                           |
| Haltepunkt / Haltestelle (Strecke außer Betrieb) |                     | Cronenberg Berg / Remscheid Fürberg     | Cronenberg Berg / Remscheid Fürberg     |
| Haltepunkt / Haltestelle (Strecke außer Betrieb) |                     | Remscheid Morsbach                      | Remscheid Morsbach                      |
| Haltepunkt / Haltestelle (Strecke außer Betrieb) |                     | Cronenberg Engelskotten                 | Cronenberg Engelskotten                 |
| Haltepunkt / Haltestelle (Strecke außer Betrieb) | 15,1                | Müngsten                                | Müngsten                                |
| Brücke über Wasserlauf (Strecke außer Betrieb) |                     | Wupper-Brücke Grunenburg                | Wupper-Brücke Grunenburg                |
| Strecke von links (außer Betrieb) · Abzweig geradeaus und nach rechts (Strecke außer Betrieb) |                     | Zweigstrecke                            | Zweigstrecke                            |
| Haltepunkt / Haltestelle (Strecke außer Betrieb) · Strecke (außer Betrieb) |                     | Solinger Wasserwerk                     | Solinger Wasserwerk                     |
| Haltepunkt / Haltestelle Streckenende (Strecke außer Betrieb) · Strecke (außer Betrieb) |                     | Solinger Elektrizitätswerk              | Solinger Elektrizitätswerk              |
| Kreuzung geradeaus oben (Strecke geradeaus außer Betrieb) |                     | Bahnstrecke Solingen–Remscheid          | Bahnstrecke Solingen–Remscheid          |
| Haltepunkt / Haltestelle Streckenende (Strecke außer Betrieb) |                     | Solingen Krahenhöhe                     | Solingen Krahenhöhe                     |

Die Ronsdorf-Müngstener Eisenbahn ist eine ehemalige Kleinbahn-Gesellschaft, die von den Gemeinden Cronenberg, Lüttringhausen, Remscheid, Ronsdorf und Solingen sowie 25 Privatpersonen gegründet wurde.
Denselben Namen trägt die von der Gesellschaft betriebene meterspurige Bahnstrecke, die ab dem Jahr 1890 von der Localbahn-Bau und Betriebs-Gesellschaft Wilhelm Hostmann & Co. aus Hannover gebaut und 1891 abschnittsweise eröffnet wurde. Im Jahre 1903 erfolgte die Elektrifizierung. Die Strecke ist heute stillgelegt.

## Geschichte

Elektrischer Güterzug in Müngsten um 1906

Letzter Dampfzug der RME in Müngsten am 13. April 1903

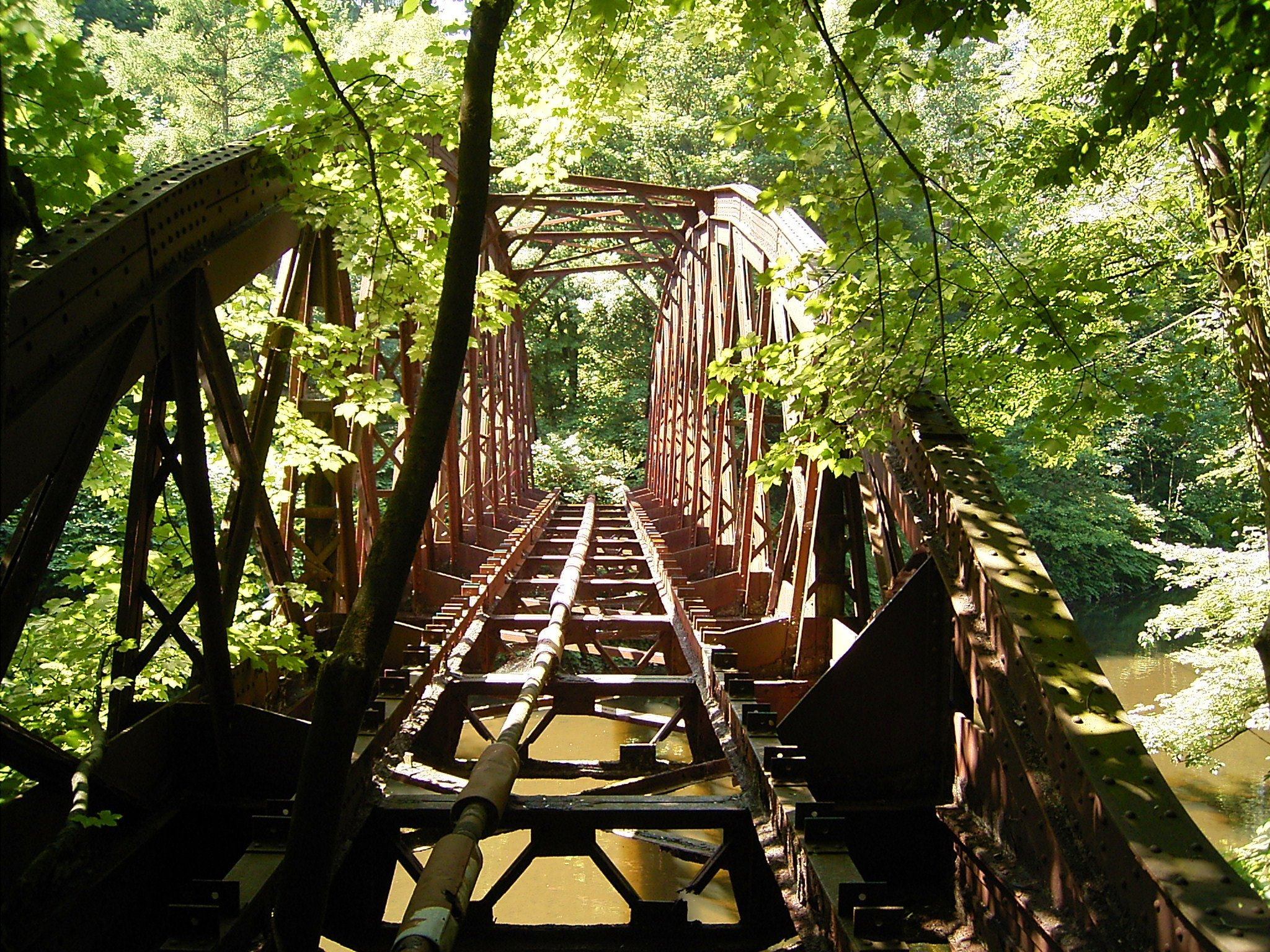
Die Wupperbrücke Grunenburg der RME bei Müngsten diente später als Rohrbrücke. Im Dezember 2014 wurde sie abgerissen.

Die Bahn führte vom Toelleturm in Barmen (ab 1929 Stadtteil von Wuppertal) bzw. vom Ronsdorfer Staatsbahnhof über Ronsdorf Stadtbahnhof durch das Tal des Morsbachs zu dem Wasserwerk in Solingen-Grunenburg (1. Januar 1883, Inbetriebnahme – Juli 1903, Stilllegung) und dem Elektrizitätswerk am ehemaligen Kirschberger Kotten hinter Müngsten. Am Ronsdorfer Staatsbahnhof konnten normalspurige Güterwagen zum Weitertransport auf Rollböcke umgesetzt werden. Die Kernstrecke zwischen dem Ronsdorfer Stadtbahnhof und Müngsten besaß eine Länge von 15,14 km.
Die Strecke war primär als Güterstrecke gebaut worden, um unter anderem den beiden Werken Kohle anliefern zu können. Das Wasserwerk benötigte den Brennstoff zum Betrieb der Pumpenanlage und das Elektrizitätswerk nutzte neben der Wasserkraft der Wupper zusätzliche mit Dampf betriebene Generatoren, die die Kohle als Primärenergie benötigten. Zudem hatte die Strecke Anschluss an zahlreiche Fabriken der an der Bahn beteiligten Privatpersonen. Gleichzeitig wurde sie aber auch mittels Straßenbahnwagen zur Personenbeförderung genutzt, insbesondere als Anbindung des Ausflugsziels Müngsten.
Am 10. Januar 1894 wurde von der Ronsdorf-Müngstener Eisenbahn ein 4,4 Kilometer langer Streckenabschnitt zwischen Ronsdorf und der Zahnradbahn (siehe Barmer Bergbahn) am Toelleturm in Betrieb genommen. Diese sogenannte Waldstrecke wurde durch die Barmer Bergbahn AG beauftragt und auf deren Kosten eingerichtet. Nachdem die Strecke elektrifiziert war, kaufte die Barmer Bergbahn AG diese am 15. Juli 1897 und befuhr sie ab dem 22. Juli mit eigenen Wagen.
Am 17. November 1897 ging die Aktienmehrheit an die Westdeutsche Eisenbahn-Gesellschaft über. Sie hatte die Absicht, die Bahn mit der Wermelskirchen-Burger Eisenbahn zu verbinden und von Müngsten eine Neubaustrecke nach Sonnborn in Angriff zu nehmen. Diese Pläne wurde nicht umgesetzt, da die Bahn am 1. August 1902 durch die Barmer Bergbahn AG übernommen wurde. 1903 wurde die Elektrifizierung der Bahn begonnen und am 13. April 1903 fuhr der letzte Dampfzug.
1906 bis 1908 wurde die Trasse für den Personenverkehr von Grunenburg hoch nach Solingen-Krahenhöhe verlängert und als Straßenbahnlinie 9 betrieben.
Die Bahn hatte an mehreren Stellen Kontakt zu ihren Nachbarbetrieben. Bei Gerstau kreuzte die Straßenbahn Elberfeld – Cronenfeld – Remscheid die Strecke. Diese durfte die Ronsdorf-Müngstener Eisenbahn zeitweise nur zu Betriebszwecken überfahren, so dass die Fahrgäste zu Fuß über den Bahnübergang gehen mussten. Zwischen Lichtscheid und Jägerhof (heute Haltestelle Parkstraße) wurden die Gleise ab dem 26. August 1902 von der Bergischen Kleinbahn AG mitbenutzt. In Halbach bestand Anschluss an die VKA-Strecke nach Wermelskirchen.
Wirtschaftlich rentierte sich die Strecke zu keinem Zeitpunkt. Nach Abschaltung des Elektrizitätswerks fand nur noch sporadischer Personenverkehr und kaum noch Güterverkehr statt. Schon während des Ersten Weltkriegs wurde der Anschluss von Müngsten nach Krahenhöhe stillgelegt (17. Januar 1917) und der Fahrdraht wurde teilweise abmontiert.
Der Fahrplan wurde im Laufe der Jahre immer weiter ausgedünnt, so dass 1939 nur noch an Sonn- und Feiertagen sechs Fahrten stattfanden. Im Herbst dieses Jahres wurde der Personenverkehr eingestellt. Der Güterverkehr blieb bis zum 5. April 1944 erhalten.
Aus der Eisenbahn sind später mehrere meterspurige Straßenbahnlinien hervorgegangen.

## Streckenabschnitte in Ronsdorf
In Ronsdorf hatte die Eisenbahn und später die Straßenbahn mehrere Streckenabschnitte:
- Die Stammstrecke oder Bahnhofsstrecke, die vom Staatsbahnhof (heute Bahnhof Wuppertal-Ronsdorf) über Bahnhof Ascheweg und den Stadtbahnhof bis Müngsten führte.
- Die Waldstrecke vom Bahnhof Ascheweg über den Lichtscheid (mit Verbindungen zu weiteren Straßenbahnlinien) zum Toelleturm mit Anschluss an die Barmer Bergbahn.
- Die Stadtstrecke, die vom Stadtbahnhof durch die Innenstadt von Ronsdorf zur Parkstraße/Lichtscheid führte, wo sie sich dann wieder mit der Waldstrecke vereinte.

Sie wurde jedoch nur von Straßenbahnen und grundsätzlich (Ausnahme waren betriebsbedingte Sperrungen der Waldstrecke) nicht von Güterzügen befahren, da sie im Gegensatz zur Waldstrecke ein wesentlich größeres Steigungsniveau aufwies. Die Straße Ascheweg hat ihren Namen von der Tatsache, dass schon hier im Vorfeld des betriebsbedingten Versorgungsbahnhofs die Kessel der Dampflokomotiven nach Möglichkeit von den Heizern von Asche- und Schlackeresten entleert wurden.
Im Straßenbahnbetrieb wurden die Wald- und die Stadtstrecke jeweils nur im Einrichtungsverkehr befahren (die Waldstrecke in Richtung Ronsdorf Stadtbahnhof, die Stadtstrecke zum Lichtscheid/Toelleturm), so dass praktisch ein Ringverkehr bestand. Das führte zu dem Kuriosum, dass es an beiden Streckenästen eine Haltestelle Wilhelmstraße (später (seit 1929) Kniprodestraße) gab, die jedoch ca. 500 Meter auseinander lagen.

## Eröffnungsdaten
Folgende Abschnitte wurden eröffnet:
mit Dampfbetrieb:
- 28. Mai 1891: von Ronsdorf, Staatsbahnhof bis Stadtbahnhof
- 21. August 1891: von Ronsdorf, Stadtbahnhof bis Clarenbach
- 16. November 1891: von Clarenbach bis Müngsten
- Anfang 1892: Anschlussgleis zum Solinger Wasserwerk in Müngsten
- 10. Januar 1894: von Ronsdorf, Ascheweg zum Toelleturm in Barmen

im elektrischen Betrieb:
- 4. März 1903 Ronsdorf, Staatsbahnhof – Ronsdorf, Stadtbahnhof
- 14. April 1903 Ronsdorf, Stadtbahnhof – Müngsten
- 5. September 1908 Müngsten – Solingen, Krahenhöhe

## Stilllegungsdaten
Folgende Abschnitte wurden stillgelegt:
- 27. Januar 1917 Krahenhöhe – Müngsten
- 5. November 1944 Müngsten – Morsbach
- 26. November 1954 Morsbach – Gründerhammer
- 4. Juli 1959 Toelleturm – Ronsdorf (bis Clarenbach für den Personenverkehr)
- 30. August 1959 Gründerhammer – Ronsdorf Stadtbahnhof (letzter Güterzug)
- 6. September 1959 Ronsdorf Stadtbahnhof – Ronsdorf DB-Bahnhof

## Spurensuche
Heute sind von der Strecke nur noch wenige Zeugnisse vorzufinden. Im Bewusstsein der Bevölkerung ist die Bahn ebenfalls kaum mehr vorhanden. Da die Strecke zum überwiegenden Teil auf der Straße verlief, ist zumeist auch keine Trasse mehr auszumachen. Die einzigen noch heute erkennbaren Spuren sind:
- Andeutungen von Gleisresten im Asphalt der Wettiner Straße in Wuppertal nahe dem Toelleturm sowie noch bestehende Masten der elektrischen Anlagen im Straßenverlauf. Auch in der Elias-Eller-Str. befinden sich noch einige Betonmasten, die heute mit Straßenlaternen bestückt sind.
- Der noch deutlich erkennbare Streckenverlauf im Ascheweg (heute teilweise ein Fußweg, der im nördlichen Abschnitt im Volksmund weiterhin Schienenweg genannt wird) und in den Ronsdorfer Anlagen. Auf der heutigen Langen Wiese befand sich die Waldweiche, eine Begegnungsmöglichkeit auf der eingleisigen Strecke, wo nur sporadisch Güterverkehr nach Lichtscheid/Toelleturm abgewickelt wurde.
- Der heutige Name Ronsdorfer Stadtbahnhof
- Die Widerlagerbänke der abgerissenen Brücke Grunenburg bei Grunenburg.
- Der anschließende Bahndamm über ein Privatgrundstück
- Ein Güterschuppen der Station Gerstau.
- Der als Bergbahntrasse umgebaute Wanderweg zwischen Grunenburg und Theegarten.
- Eine gemauerte Brücke über die Bahnstrecke Solingen–Remscheid

## Denkmal

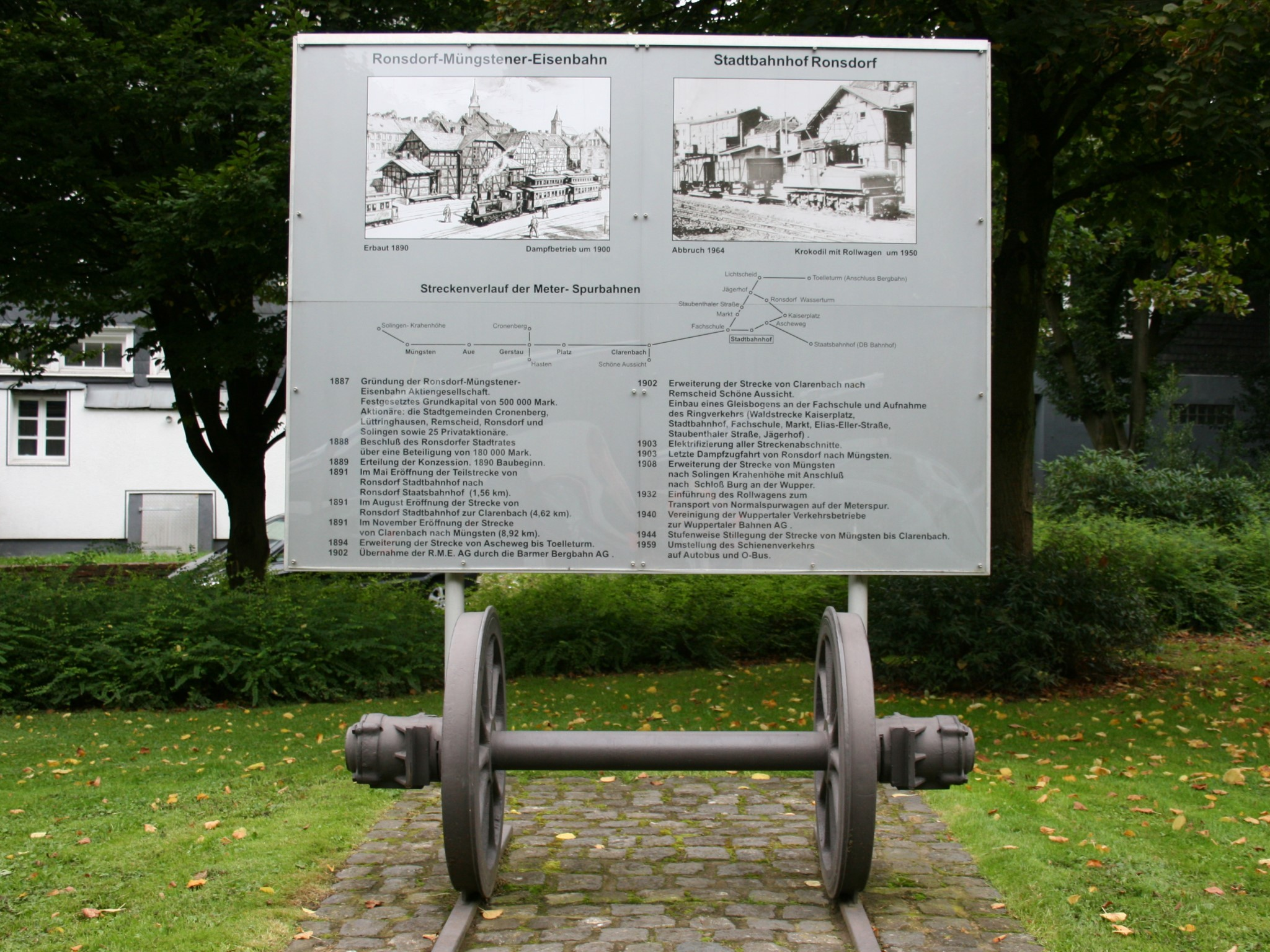
Denkmal am Ronsdorfer Stadtbahnhof

Am 25. März 2006 wurde in Ronsdorf in der Straße „Am Stadtbahnhof“ ein Denkmal eingeweiht, das an die Zeit der Eisenbahnlinie erinnern soll. Das etwa an der Stelle des ehemaligen Ronsdorfer Stadtbahnhofs neben dem Stadtbad errichtete Denkmal besteht aus einem kurzen Gleisstück in Meterspurbreite samt einem aufgesetzten Speichenradsatz. Das Gleisstück wird durch eine Informationstafel ergänzt, auf der zwei historische Fotos der Bahn, der schematische Streckenverlauf sowie die wichtigsten geschichtlichen Daten der Eisenbahnstrecke dokumentiert sind.